# Chrysanthia viridissima
Espèce
Chrysanthia viridissima est une espèce d'insectes de l'ordre des coléoptères, de la famille des Oedemeridae, de la sous-famille des Oedemerinae, de la tribu des Ditylini et du genre Chrysanthia.

## Description
- Longueur : 6 - 8 mm
- Ce sont des insectes plutôt allongés au corps mou et souvent à éclat métallique (vert à cuivré). Le bord antérieur du corselet et échancré; un sillon médian interrompu. Les mandibules sont bifides et les élytres ont quatre nervures longitudinales.

## Biologie
La plupart du temps actifs de juin à juillet, ils s'alimentent de pollen et de nectar sur les Apiaceae ou sur Achillea millefolium  (asteraceae). Les larves sont xylophages.

## Répartition et habitat
Répartition
Le genre est largement répandu dans la zone paléarctique.
Habitat
Les espèces vivent aux abords des forêts et dans les prairies fleuries.

## Systématique
L'espèce a été décrite  par le naturaliste suédois Carl von Linné en 1758 sous le nom initial de Cantharis viridissima.

### Synonymie
- Cantharis viridissima Linné, 1758 Protonyme
- Chrysanthia viridis DeGeer, 1775